# Hohitva, Bohuslav
Hohitva (în ucraineană Хохітва) este localitatea de reședință a comunei Hohitva din raionul Bohuslav, regiunea Kiev, Ucraina.

## Demografie
Componența lingvistică a localității Hohitva
     Ucraineană (97,49%)
     Rusă (2,26%)
     Alte limbi (0,08%)
Conform recensământului din 2001, majoritatea populației localității Hohitva era vorbitoare de ucraineană (97,49%), existând în minoritate și vorbitori de rusă (2,26%).